# Amphilepis gymnopora
Amphilepis gymnopora är en ormstjärneart som beskrevs av Paul E. Hertz 1926. Amphilepis gymnopora ingår i släktet Amphilepis och familjen sköldormstjärnor. Inga underarter finns listade i Catalogue of Life.